# Histoire de Pinocchio
L'Histoire de Pinocchio est tout d'abord parue sous forme d'un récit à épisodes dans le supplément d'un journal italien, puis a été publiée sous forme d'un livre en 1883.

## Le feuilleton dans leGiornale per i bambini
Le texte du conte Les Aventures de Pinocchio paraît d'abord entre 1881 et 1883 en récit à épisodes sous le titre Storia di un burattino, en quatre étapes successives, dans 26 numéros du Giornale per i bambini supplément hebdomadaire pour les enfants du quotidien romain Il Fanfulla paraissant le jeudi, jour de repos des enfants à cette époque (tirage 25 000 exemplaires). Ce journal est la propriété du Hongrois Emanuele Obleight (it) et le directeur et le rédacteur en chef sont respectivement les Florentins Ferdinando Martini et Guido Biagi, amis de Carlo Collodi. 
- Première étape, huit numéros, du jeudi 7 juillet (avec le no 1 du Giornale per i bambini) au 27 octobre 1881 pour les chapitres I à XV, l'histoire se terminant alors par la pendaison de Pinocchio.
- Après trois mois et demi d'arrêt et à la suite de nombreuses protestations des « petits lecteurs », la publication reprend dans un second temps pour six numéros, sous le titre définitif de Le Avventure di Pinocchio, du 16 février au 23 mars 1882, pour les chapitres XVI à XXIII.
- Troisième étape, du 4 mai au 1er juin 1882 : cinq numéros concernant les chapitres XXIV à XXIX.
- Enfin, après une nouvelle interruption, quatrième séquence de parution de sept numéros, du 23 novembre 1882 au 25 janvier 1883, pour les chapitres XXX à XXXVI, avec la fin heureuse cette fois et que tout le monde connaît : la marionnette est transformée en véritable petit garçon.

## Le livre: Le avventure di Pinocchio . Storia di un burattino
Ces trente-six chapitres seront recueillis en un volume, après quelques corrections d'auteur dont le fameux « résumé » en tête de chaque chapitre, et publiés en février 1883 chez l'éditeur d'origine juive Felice Paggi de Florence qui a déjà publié d'autres ouvrages de Collodi, avec des illustrations de "l'ingegnere" florentin Enrico Mazzanti, ami très proche de Collodi.

## Résumé du livre par chapitre
Pinocchio comporte 36 chapitres dont le résumé suit :
Chapitre I : Le père La Cerise est en train de travailler un morceau de bois quand celui-ci se met à parler avec une voix d'enfant

Chapitre II : Le père La Cerise offre le morceau de bois à Geppetto qui compte en faire un pantin.

Chapitre III : Geppetto commence à fabriquer son pantin qu'il nomme Pinocchio.

Chapitre IV : Pinocchio fait la connaissance du Grillon parlant puis l'écrase d'un coup de maillet.

Chapitre V : Pinocchio qui a faim ne trouve qu'un œuf à manger et un poussin s'en envole quand il le casse pour le faire frire.

Chapitre VI : Pinocchio s'endort près du brasero et se réveille les pieds complètement brûlés.

Chapitre VII : Pinocchio mange les trois poires épluchées par Geppetto (puis leurs épluchures et les trognons).

Chapitre VIII : Geppetto refait les pieds de Pinocchio et vend son unique paletot pour lui acheter un alphabet.

Chapitre IX : Pinocchio vend son alphabet pour aller au théâtre des marionnettes.

Chapitre X : Les marionnettes reconnaissent leur frère Pinocchio et le fêtent, mais survient Mangefeu le marionnettiste...

Chapitre XI : Mangefeu prend pitié de Pinocchio qui sauve la vie d'Arlequin.

Chapitre XII : Mangefeu donne, pour Geppetto, cinq pièces d'or à Pinocchio qui se laisse embobiner et part avec le Renard et le Chat.

Chapitre XIII : Le Chat et le Renard dînent à l'auberge de l"Écrevisse rouge" avec Pinocchio et à ses frais.

Chapitre XIV : Pour ne pas avoir écouté les conseils du Grillon parlant, Pinocchio tombe sur des assassins.

Chapitre XV : Les assassins pendent Pinocchio à une branche du Grand Chêne.

Chapitre XVI : La Bonne Fée des lieux recueille Pinocchio et appelle trois médecins pour savoir s'il est mort ou vif.

Chapitre XVII : Pinocchio ne prend son médicament qu'à la vue des lapins croques-morts. Il dit alors un mensonge et son nez s'allonge.

Chapitre XVIII : Pinocchio va semer ses quatre pièces d'or dans le Champ des miracles, avec le Renard et le Chat.

Chapitre XIX : Pinocchio est dépouillé de ses pièces d'or et écope de quatre mois de prison en punition.

Chapitre XX : Libéré, Pinocchio rencontre sur la route de la maison de la Fée un horrible serpent vert puis il est pris dans un piège.

Chapitre XXI : Pinocchio est capturé par un paysan et doit faire le chien de garde devant son poulailler.

Chapitre XXII : Pinocchio démasque les fouines voleuses de poules et est remis en liberté en récompense.

Chapitre XXIII : Un pigeon emmène Pinocchio au bord de la mer à la recherche de Geppetto.

Chapitre XXIV : Pinocchio arrive à l'Ile des abeilles industrieuses et y retrouve sa Fée.

Chapitre XXV : Pinocchio promet à la Fée d'être sage car il est las de faire le pantin et veut devenir un bon petit garçon.

Chapitre XXVI : Pinocchio va au bord de la mer avec ses camarades d'école pour voir le terrible Requin.

Chapitre XXVII : Combat de Pinocchio avec ses camarades. L'un d'eux est blessé et Pinocchio est arrêté par les gendarmes.

Chapitre XXVIII : Pinocchio risque bien d'être frit à la poêle, comme un poisson, par le Pêcheur vert.

Chapitre XXIX : Grand goûter au café au lait pour célébrer la promesse de la Fée que Pinocchio deviendra un vrai petit garçon.

Chapitre XXX : Pinocchio part en cachette aux "Pays des jouets" avec son ami Lumignon.

Chapitre XXXI : Pinocchio vit pendant cinq mois une vie de cocagne toute de jeux et de divertissements et sans école.

Chapitre XXXII : Des oreilles d'âne lui poussent puis Pinocchio devient un âne pour de vrai et se met à braire.

Chapitre XXXIII : Devenu âne, Pinocchio est acheté par un Monsieur Loyal pour faire des représentations.

Chapitre XXXIV : Jeté à la mer estropié, l'âne Pinocchio redevient pantin et est englouti par le terrible Requin.

Chapitre XXXV : Pinocchio retrouve Geppetto dans le ventre du terrible Requin.

Chapitre XXXVI : Pinocchio cesse d'être un pantin et devient un petit garçon comme il faut.